# Tim Renwick
Tim Renwick  (ur. 7 sierpnia 1949 w Cambridgeshire) – brytyjski gitarzysta.
Tim Renwick zaczął grać na gitarze w latach sześćdziesiątych. Grał w wielu zespołach, m.in. Little Women, Wages of Sin czy Junior's Eyes. Później jako muzyk sesyjny współpracował z wieloma gwiazdami, takimi jak: Pink Floyd, Roger Waters, Elton John, David Bowie czy Eric Clapton.
W 1984 r. Tim Renwick wziął udział w tournée promującym album Rogera Watersa - „The Pros and Cons of Hitchhiking”. Trzy lata później w 1987, David Gilmour zaprosił Renwick'a do wzięcia udziału w trasie koncertowej promującej album Pink Floyd - „A Momentary Lapse of Reason”. Po trasie „A Momentary Lapse of Reason Tour”, zespół zdecydował, że wyda płytę koncertową - „Delicate Sound of Thunder”.
W 1994 jako drugi gitarzysta Pink Floyd, wziął udział w nagraniach albumu - „The Division Bell”, oraz w tournée promującym ten album. Zespół znowu postanowił wydać album upamiętniający trasę koncertową, pt. „Pulse”.
W 1996 został zaproszony przez Ricka Wrighta do współpracy przy albumie Broken China.
W 2005 roku ponownie zagrał z Pink Floyd, tym razem na Live 8.

## Dyskografia
- Tim Renwick (1980)
- Privateer (2007)